# Cantó d'Isigny-sur-Mer
El cantó d'Isigny-sur-Mer és un cantó francès del departament de Calvados integrat al districte de Bayeux. Té 24 municipis.

## Municipis
- Asnières-en-Bessin
- La Cambe
- Canchy
- Cardonville
- Cartigny-l'Épinay
- Castilly
- Cricqueville-en-Bessin
- Deux-Jumeaux
- Englesqueville-la-Percée
- La Folie
- Géfosse-Fontenay
- Grandcamp-Maisy
- Isigny-sur-Mer
- Lison
- Longueville
- Monfréville
- Neuilly-la-Forêt
- Osmanville
- Les Oubeaux
- Sainte-Marguerite-d'Elle,
- Saint-Germain-du-Pert
- Saint-Marcouf
- Saint-Pierre-du-Mont
- Vouilly

## Història
| Data d'elecció                           | Identitat         | Partit                     | Qualitat |
| ---------------------------------------- | ----------------- | -------------------------- | -------- |
| 1945-1976                                | M. Destors        | RPF, després divers droite |          |
| 1976-2001                                | André Rauline     | Divers droite              |          |
| 2001-2002                                | Jean-Marc Lefranc | UDF, després UMP           |          |
| 2002-                                    | Louis Lelong      | UMP                        |          |
| les dades anteriors no són pas conegudes |                   |                            |          |
|                                          |                   |                            |          |

## Demografia
| A partir de 1990 : Població sense dobles comptes |